# Arteritis vírica equina
L' arteritis vírica equina o atrea virus (AVE) és una malaltia produïda per un arterivirus (un RNA igual que la influença o grip), és summament contagiós i es difon a través del semen dels cavalls infectats o a través de les secrecions respiratòries de qualsevol cavall infectat amb el virus. Encara que habitualment provoca una infecció subclínica, pot provocar un procés agut de arteritis viral equina (AVE) que danya els vasos sanguinis del cavall. Aquesta malaltia causa un quadre similar a una grip, així com avortaments i poltres febles. A causa de l'augment dels desplaçaments dels cavalls, l'AVE és un problema mundial i se sap que està estesa per Europa. És possible que la distribució mundial actual de l'agent patogen estigui subestimada, perquè pot ser que els cavalls portadors no mostrin símptomes i, per tant, els avortaments o els poltres malalts atribuïbles a aquesta malaltia no sempre es diagnostiquen correctament.
Aquest virus també afecta de forma similar a altres espècies. És un arterivirus que muta i hi ha una diversitat de soques tan genèticament i antigènicament diferents que no hi ha cap vacuna comercial que doni protecció en front a tota aquesta varietat de soques.
Quatre de les formes en què es presenta més sovint aquest virus són:
- Virus de l'arteritis vírica equina (espècie tipus). Un sol serotip amb variants segons la seva localització i temps.
- Virus del síndrome respiratori i reproductiu porcí (PRRS)
- Virus de la lactato‐deshidrogenasa del ratolí (LDH)
- Virus de la febre hemorràgica del simi.

Tots en general tenen un component hemorràgic perquè, com el seu nom indica, és un virus que es replicarà a les arterioles, en els endotelis. La seva replicació allà produeix un increment de la permeabilitat vascular, i per tant, hi haurà una extravasació de líquids, de plasma i d'eritròcits. És per això que es presentaran edemes i hemorràgies, que macroscòpicament es podran veure a l'animal.
El principal portador de l'AVE és el semental, cavall destinat únicament a la reproducció, que pot ser una font important de transmissió viral en les explotacions de cria. Encara que els sementals infectats poden semblar clínicament normals, estan emetent virus constantment amb el semen. En altres paraules, són portadors per a tota la vida. Als sementals les anàlisis serològiques dels quals han donat positius enfront del virus, se'ls sol vetar com semental, és a dir es prohibeix la utilització i comercialització del seu semen.
La taxa de transmissió de l'AVE a una egua inseminada natural o artificialment amb el semen d'un semental portador és de gairebé del 100%. Les egües que s'han recuperat, així com els poltres més joves de tots dos sexes, poden desenvolupar immunitat enfront de la malaltia, però es poden tornar a infectar en qualsevol moment i després eliminar el virus a través de les secrecions respiratòries o el semen. També és possible la transmissió per via placentària.

## Epidemiologia
La majoria d'infeccions són subclíniques, i sobretot afecta els poltres molt joves o eugues a punt de parir. Si s'infecten les mares poden cursar amb un quadre de pneumònia intersticial fulminant i problemes entèrics fibrina-necròtics.
En principi els adults infectats poden tenir pirèxia i leucopènia, però al cap d'un mes desapareixen tot tipus de símptomes. L'AVE té força bon pronòstic, tot i que la soca Bucirus, la més violenta, pot arribar a causar morts.
La prevalença també varia bastant amb les condicions del cavall, però a norma general, quant més adult sigui el cavall més probabilitats té de ser reinfectat pel virus. Per tant, hi ha més seroprevalença en adults que no pas en joves.
La transmissió principal és pel semen i també per secrecions respiratòries d'animals que estiguin infectats i en fase de virèmia. Aquests animals virèmics podran secretar el virus per secrecions respiratòries però també per orina, i si avorten, aquests avortaments seran també infecciosos.
- S'infecten cavalls de qualsevol edat, tot i que la majoria de les infeccions són subclíniques (benignes).
- Diferències de seroprevalença segons la raça, edat, país i maneig dels animals. - Molt greu en poltres < 6 mesos (quadre pneumo-entèric), en vells i en animals debilitats.
- Distribució mundial (excepte Islàndia i Japó).
- Brots ocasionals greus (Kentucky, Espanya).
- Transmissió a través de semen i secrecions respiratòries. També per avortaments i orina. Cicle propagació de la infecció (Fig 2)

Cicle propagació de la infecció (Fig 2)

En la imatge (Fig 2) s'observa el cicle de propagació de la infecció.. L'hoste problemàtic és el semental. Un semental que sigui portador. Entre un 30% i un 60% dels sementals que s'infecten poden quedar com a portadors.
Les femelles que quedin gestants en aquell moment i s'infecten poden avortar. L'avortament es pot produir a qualsevol període de gestació. Femelles que estiguin a punt de parir, no avortin. Llavors, el poltre naixerà amb infecció congènita. Aquest poltre tindrà nul·les probabilitats de sobreviure, ja que el virus se li replicarà en els pulmons, causant una pneumònia intersticial i també una necrosi fibrina-purulenta en l'intestí. Per tant, aquest animal es morirà. Les altres femelles que es van infectant, el virus té una fase de virèmia, se'n va a les vies respiratòries i per secrecions respiratòries aniran infectant a les altres femelles que no estiguin prenyades. Tenen una simptomatologia de febre, leucopènia i secreció nasal. Pot ser que també es doni una mica de llagrimeig. No obstant, al cap d'uns dies es recuperen i no els passa res. A part de la via venèria i les secrecions respiratòries, hi ha fòmits. És a dir, la persona que estigui manipulant l'animal, si fem servir vagines artificials també és una font d'infecció... Amb tot això també pots transmetre d'un animal a un altre.

## Símptomes
El que es veu bàsicament és pirèxia, febre (41 °C) i pot durar des de 3 dies fins a 14 dies. Aquesta febre es pot veure acompanyada per depressió i anorèxia. El que és molt característic i no es veu a la influença és congestió de les mucoses.
Es veuran petèquies, conjuntivitis, epífora, edemes... Aquests edemes es formen perquè incrementa la permeabilitat vascular i normalment els edemes es troben en zones de declivis periorbitària. Un edema es diferencia d'una inflamació visualment perquè són ventrals, són declivis. S'observen a les zones de les mames, a l'escrot en els mascles i a les potes. Si l'edema es toca, és tou i queda la marca, no fa mal a l'animal. La inflamació seria dura, calenta i faria mal.
A continuació hi ha una llista dels que acostumen a ser els símptomes més comuns:
- Febre (pirèxia)
- Pèrdua de gana
- Depressió o letargia.
- Símptomes gripals (els cavalls amb un quadre respiratori d'AVE solen recuperar-se per complet).
- Conjuntivitis.
- Inflor extremitats, escrot o glàndules mamàries.
- Erupció cutània.
- Egües gestants: avortaments.
- Poltres fins a tres mesos d'edat: problemes respiratoris (pneumònia) i/o gàstrics.
- Semental: fertilitat reduïda temporalmentAparició d'un edema en un cavall (Fig 3)

Conjuntivitis en cavalls (Fig 4)

- Edemes (Fig 3.)

Aparició d'un edema en un cavall (Fig 3)

- Conjuntivitis (Fig 4.)Conjuntivitis en cavalls (Fig 4)

## Diagnòstic
Quan hi ha avortaments en les femelles en qualsevol moment de la gestació, s'ha de començar a sospitar. Els portadors normalment són asimptomàtics, els mascles. Al principi de la infecció, si s'examina l'esperma, es comprova com disminueix la fertilitat de la mostra. No obstant, passada la infecció les mostres tornen al seu estat de normalitat.
S'ha de sospitar una AVE quan apareixen avortaments juntament amb símptomes respiratoris (a diferència del virus herpes equí, que pot provocar avortaments espontàniament sense cap altre símptoma) motiu pel qual normalment es confonen aquestes dues malalties equines. En la llista següent es poden apreciar les semblances amb altres malalties:
- Influença: malaltia respiratòria aguda.
- Rinopneumonitis (herpesvirus 1 i 4): quadre respiratori en joves, avortaments a termini, formes nervioses.
- Avortaments bacterians: Streptococcus zooepidemicus, Leptospira interrogants (oftalmia periòdica).
- Pesta equina: alta mortalitat, edemes.
- Anèmia infecciosa equina: consumptiva, esplenomegàlia intensa.
- Avortaments no infecciosos: gestació de bessonades, malformacions, traumes…

És per això pel que només es pot confirmar el diagnòstic amb una anàlisi virològic. Habitualment, les anàlisis de sang permeten identificar anticossos específics contra el virus, encara que el virus també es pot aïllar de mostres nasals obtingudes amb un hisop, semen, o teixits del fetus o de la placenta.
- Cal saber quina mostra agafar i quan agafar-la. El que tindrà més importància serà fer una PCR, però per ordre es realitzaran aquests procediments:
- Aïllament víric (hisops nasofaringes, sang, avortaments, placenta).
- PCR: estudi de semen i altres mostres, detecció de sementals portadors.
- Serologia: SN i seroconversió.
- Estudi histològic d'arterioles (només possible a partir de la necròpsia).
- Detecció de sementals portadors: munta de 2 eugues seronegatives i comprovar seroconversió.

D'acord amb el protocol del Ministeri d'Agricultura, Alimentació i Medi Ambient d'Espanya, la qualificació sanitària de l'AVE es compon de 6 estadis diferents.
- AV 0 →  Cavall reproductor sense qualificar. Aquell exemplar, ja sigui semental o egua reproductora, del qual no es coneix el seu estatus sanitari respecte a aquesta malaltia.
- AV 1 →  Cavall reproductor seropositiu. El semental o l'euga reproductora obté un resultat positiu en l'anàlisi serològica, quedant a l'espera de la identificació vírica i així determinar si són o no portadors del virus.
- AV 2 → Seropositiu, portador. El cavall ha donat positiu i és portador de la arteritis.
- AV 3 → Seropositiu, no portador. El cavall ha obtingut un resultat negatiu com a portador de la arteritis.
- AV 4 → Resultat seronegatiu. El semental o l'euga reproductora donen un resultat negatiu en l'anàlisi serològica.
- AV 5 → Exemplar vacunat. El cavall ha estat vacunat segons el protocol del Ministeri.

## Prevenció
L'arteritis viral equina és una malaltia que es pot prevenir bé, mitjançant unes bones pràctiques de maneig i un programa de vacunació adequat. L'aspecte més important per a la seva prevenció consisteix a limitar la seva difusió en les eugues i, sobretot, a evitar que els sementals es converteixin en portadors del virus. Per aquesta raó, la vacunació és una eina fonamental per a controlar la infecció i la transmissió del virus. Les egües, els poltres de més de 9 mesos i, cosa que és més important, els sementals, es poden vacunar per a protegir-los contra la malaltia i per a evitar la condició de portador d'aquests últims.
No obstant això, és important gestionar bé el programa de vacunació mitjançant la identificació dels cavalls infectats (o el seu semen). És especialment important analitzar els sementals i les egües sense vacunar quatre setmanes abans de l'aparellament. Si són seronegatius, poden incorporar-se al programa de reproducció. De totes maneres, tots els sementals seronegatius (és a dir, no portadors) s'han de vacunar com a part d'una estratègia de prevenció de l'arteritis viral equina.
Els sementals seropositius i, per tant, portadors de l'AVE, tan sols poden aparellar-se amb femelles que també siguin seropositives o que estiguin vacunades contra la malaltia. Els poltres mascles poden incorporar-se al programa de vacunació a l'edat de 9 mesos per a evitar que siguin portadors quan siguin adults i reduir així el reservori natural del virus entre la població equina. En condicions d'alt risc, com les existents en els establiments amb una densitat de població equina elevada o amb els moviments freqüents d'entrada i de sortida de les instal·lacions, es recomana vacunar a tots els cavalls que continguin.
Hi ha dos tipus de vacunes que poden rebre:
- Viva atenuada: És la més utilitzada. A vegades fan una mica de reacció i poden provocar febre i leucopènia. Produeix una infecció, però més lleugera perquè el virus es replica. No usar-la en zones lliures, i no recomanada en eugues gestants.
- Vacuna inactivada: immunitat de curta duració. Fan poca cosa i provoquen poca immunitat.

## Tractament i control
No existeixen fàrmacs antivirals per a combatre específicament l'arteritis viral equina, per això el tractament dels cavalls és exclusivament simptomàtic. Tot i això es recomana aïllar cavalls amb signes clínics. Per combatre els símptomes es poden subministrar: antipirètics, antiinflamatoris, diürètics... Degut a la seva transmissió mitjançant vies respiratòries, una quarantena i una anàlisi de semen, previ a l'entrada de nous sementals és recomanat. I finalment combinar mesures de control laboratorial, quarantena (28 dies) i vacunes, per tal de controlar als cavalls que presenten aquesta malaltia.

## Evolució i mortalitat
L'evolució és favorable, amb alguns avortaments. Si són adults al cap d'un mes estan tots bé. Apareixen sementals portadors a llarg termini i amb excreció continuada de virus per semen. L'arteritis està definida com a virus de baixa mortalitat, només en poltres de petita edat (menors de 6 mesos), que poden patir una pneumònia fulminant.
No obstant, el virus de l'arteritis comporta una gran importància econòmica addicional per tancament de mercats i competicions equines.